# Maślanka torfowcowa
Maślanka torfowcowa, łysiczka torfowcowa (Hypholoma elongatum (Pers.) Ricken) – gatunek grzybów z rodziny pierścieniakowatych (Strophariaceae).

## Systematyka i nazewnictwo
Pozycja w klasyfikacji według Index Fungorum: Hypholoma, Strophariaceae, Agaricales, Agaricomycetidae, Agaricomycetes, Agaricomycotina, Basidiomycota, Fungi.
Po raz pierwszy takson ten zdiagnozował w 1798 r. Christiaan Hendrik Persoon nadając mu nazwę Agaricus elongatus. Obecną, uznaną przez Index Fungorum nazwę nadał mu w 1915 r. Adalbert Ricken przenosząc go do rodzaju Hypholoma. 
Ma ponad 40 synonimów łacińskich. Niektóre z nich:

- Agaricus elongatus Pers. 1798
- Agaricus udus var. elongatus (Pers.) Fr. 1821
- Geophila elongata (Pers.) Kühner & Romagn. 1953
- Naematoloma elongatum (Pers.) Konrad 1929
- Psilocybe elongata (Pers.) J.E. Lange 1936
- Psilocybe uda subsp. elongata (Pers.) Sacc. 1887
- Psilocybe uda var. elongata (Pers.) Gillet 1878

Nazwę maślanka torfowcowa podał Władysław Wojewoda w 1999 r. Ten sam autor w 2003 r. w zestawieniu wielkoowocnikowych grzybów podstawkowych Polski wymienił ten gatunek pod nazwą łysiczka torfowiskowa (Psilocybe elongata (Pers.) J.E. Lange). 

## Morfologia
Kapelusz
Średnica 0,7–2 cm, u młodych egzemplarzy łukowaty, u dojrzałych płaski. Brzeg słabo podwinięty. Powierzchnia gładka, w stanie suchym matowa, w stanie wilgotnym tłustawa i żłobiona do 2/3 promienia, na środku pomarańczowobrązowa, przy brzegu jaśniejsza, czasami nawet biaława. Młode okazy pokryte resztkami osłony.
Blaszki
Wąsko przyrośnięte, szerokie, u młodych owocników o barwie od białawej do szarawej, u starszych fioletowobrązowe od zarodników. Ostrza białe, płatkowate.
Trzon
Grubość do 1–1,5 mm, wysokość 3–6 cm, walcowaty, czasami poszerzony w górnej części, sprężysty, wewnątrz pusty, górą jasnożółty, ku podstawie ciemniejszy, o barwie od pomarańczowożółtej do brązowej. Jest podłużnie pokryty białawymi włókienkami, przy podstawie z białą pilśniowatą grzybnią zrośniętą z mchami.
Miąższ
Cienki, o barwie od jasnopomarańczowej do pomarańczowożółtej. Ma nieokreślony zapach i nieprzyjemny smak.

## Występowanie i siedlisko
Maślanka torfowcowa w Europie jest szeroko rozprzestrzeniona. Występuje także w Ameryce Północnej oraz na wyspie Georgia Południowa i jednej z wysp Oceanu Indyjskiego. W zestawieniu grzybów wielkoowocnikowych Polski W. Wojewoda w 2003 r. przytacza 10 jej stanowisk. Bardziej aktualne stanowiska podaje internetowy atlas grzybów Polski. Umieszczona w nim jest na liście gatunków zagrożonych, wartych objęcia ochroną. Na Czerwonej liście roślin i grzybów Polski ma status R – gatunek potencjalnie zagrożony z powodu ograniczonego zasięgu geograficznego i małych obszarów siedliskowych. Według innych opracowań jest to gatunek raczej dość częsty, za rzadki uważany z powodu zanikania torfowisk.
Występuje w lasach iglastych i mieszanych, na torfowiskach, w wysokich mchach. Owocniki wytwarza zazwyczaj od lipca do listopada.

## Znaczenie
Grzyb saprotroficzny, niejadalny.

## Gatunki podobne
Również wśród mchów występuje maślanka płonnikowa (Hypholoma polytrichi), nie ma jednak biało płatkowatego ostrza blaszek. Na torfowiskach i wśród mchów rosną również inne podobne gatunki grzybów, m.in. Hypholoma udum i Mythicomyces corneipes. Są to gatunki zmienne morfologicznie i z tego powodu trudne do odróżnienia. Mythicomyces corneipes można łatwo odróżnić, ale tylko po cechach mikroskopowych.